# Pogromul de la Chișinău (1903)

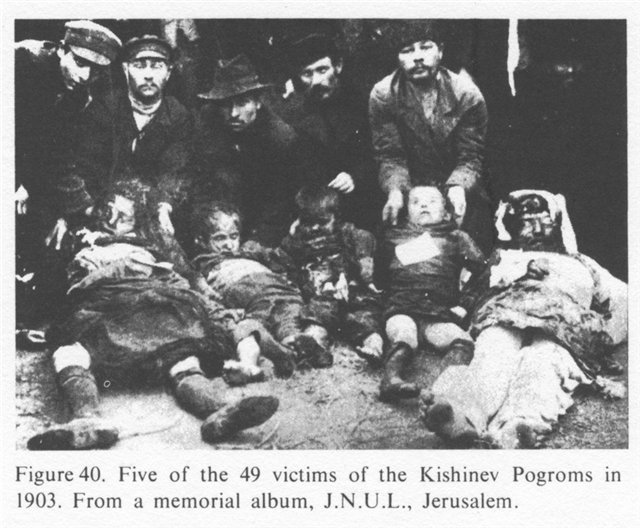
Copii, victime ale pogromului.

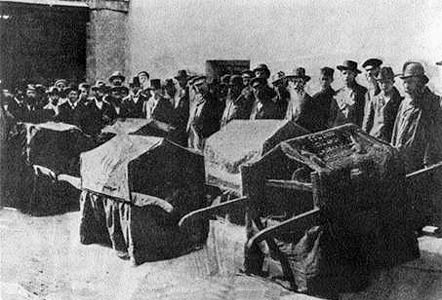
Ceremonie evreiască de înmormântare a cărților sfinte distruse de pogromiști.

Pogromul de la Chișinău din 1903 (în rusă Кишинёвский погром, în ebraică פרעות קישינב = Praot Kishinev, în idiș קישינעווער שחיטה = Kișinever șhite) a fost un pogrom desfășurat la Chișinău în zilele de 6–8 aprilie 1903 împotriva populației evreiești locale. El a fost declanșat după ce ziarul antisemit în limba rusă „Bessarabeț” a relatat că, în februarie aceluiași an, un copil creștin de origine ucraineană, Mihail Rîbacenko, a fost găsit mort la Dubăsari, sugerîndu-se ca a fost omorât în cadrul unui ritual iudaic. În cursul pogromului au fost asasinați 49 de evrei, circa 500 au fost răniți, circa 2000 de familii evreiești au rămas fără adăpost și 1500 de prăvălii și case de evrei au fost ruinate. Chișinău făcea în acea perioadă parte din Imperiul Rus, și era sediul guberniei Basarabia.

## Context și desfășurare
Pogromul a izbucnit pe fondul campaniei antisemite încurajate în ultimii ani în presă, mai ales de ziarul „Bessarabeț” al lui Pavel Crușeveanu, moldovean asimilat, cu sprijinul guvernatorului guberniei, maiorul Rudolf von Raaben, a unor comandanți militari și ai poliției locale, și al unor factori din conducerea Imperiului, în frunte cu ministrul de interne, contele Veaceslav von Plehwe.
Motorul imediat al pogromului a fost învinuirea de omor ritual adusă, ca în multe rânduri în evul mediu și mai târziu, evreilor, după ce, ziarul „Bessarabeț”, a relatat că un copil ucrainean, a fost găsit mort la Dubăsari, iar altă gazetă locală, „Svet” a susținut că băiatul din Dubăsari a fost omorât pentru ca evreii să-i folosească sângele la prepararea azimii de Paște. În perioada dinaintea pogromului, și profesorul și faimosul militant antisemit Alexandru C. Cuza din Iași a fost invitat de Crușeveanu să țină la Chișinău un șir de conferințe împotriva evreilor.   
O delegație a evreilor a fost primită de mitropolitul Iacov Piatnițki, căruia i-au cerut să dezmintă acuzațiile pentru a împiedica actele de violență primise de Crușeveanu și partizanii săi. Însă mitropolitul nu a luat apărarea evreilor, ci, dimpotrivă, a declarat că „nu se poate dezminți faptul” că la evrei ar exista o sectă, cea a hasidimilor, „care obișnuiește să bea în taină sânge de creștini în scopuri rituale”.
Pe ulițele orașului și au făcut apariția bande care strigau în limba rusă „Moarte jidovilor” și răspândeau manifeste în care era scris că, în cinstea sărbătorii de Paști, țarul Nicolae al II-lea în persoană, a dat mână liberă atacării evreilor.
Pogromul a durat două zile: 6–8 aprilie dupa calendarul iulian, 19–21 aprilie după cel gregorian. Între cei care au luat parte s-au aflat membri ai tuturor păturilor sociale ale populației locale. 49 evrei au fost uciși, circa cincisute au fost răniți, o mie și cincisute de case și prăvălii evreiești au fost jefuite și distruse. Pogromul s-a remarcat prin numărul mare de victime și prin cruzimea făptașilor care adesea și-au chinuit în fel și chip victimele. În cazurile unde unii evrei au încercat să se apere, ei au fost arestați de către poliție, ceea ce a încurajat și mai mult pe pogromiști.

## Urmări

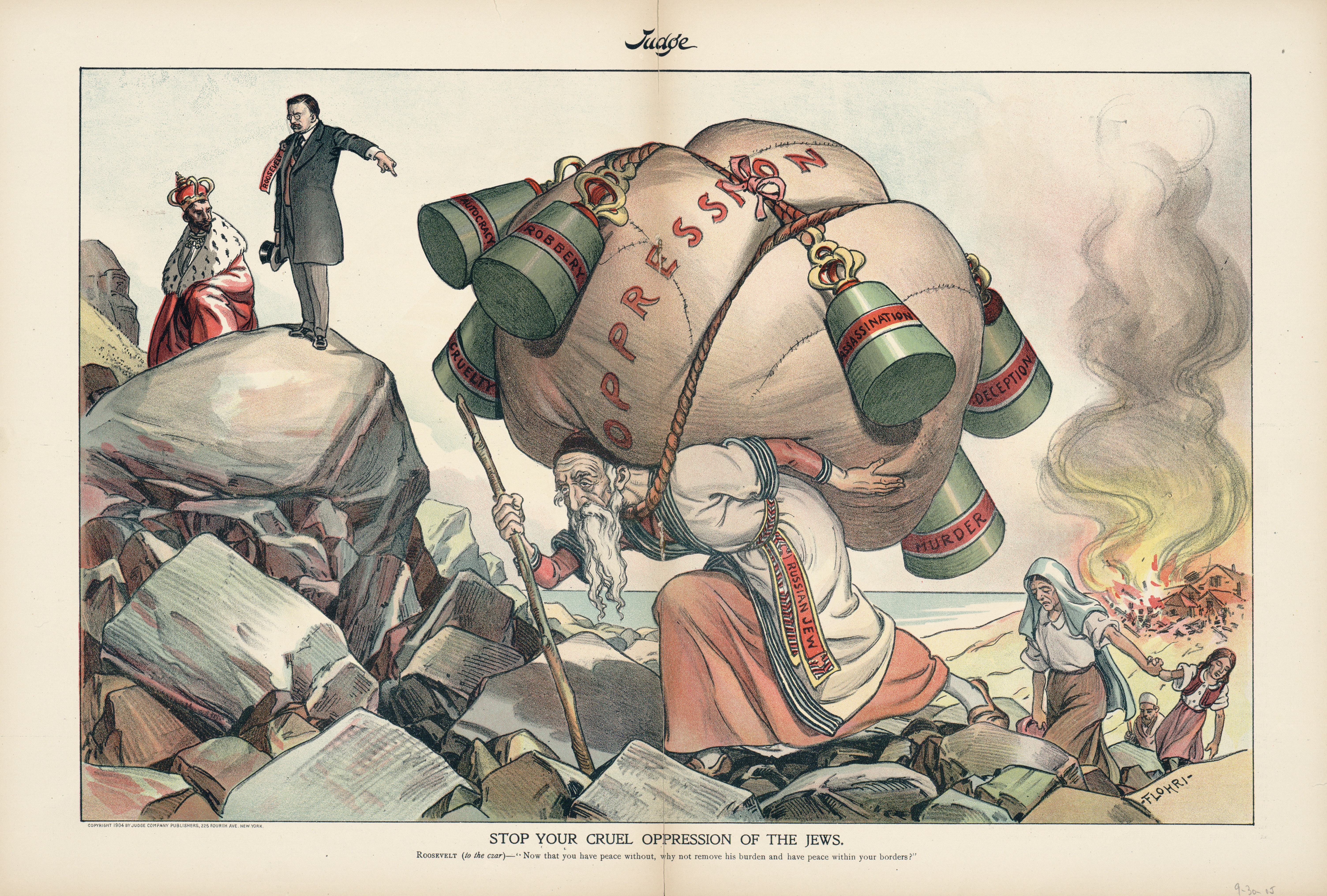
Litografie americană din 1905, lansată după pogromurile anti-evreiești din Imperiul Rus, cu cererea de a opri pogromurile.

Pogromul acesta a cutremurat populația evreiască din Imperiul țarist si sub impresia lui, a scris poetul ebraic Haim Nahman Bialik poemul „B'ir haharegá” („În orașul măcelului”) și poezia
„Al Hashhitá”.
Poemul „Orașul măcelului” a fost publicat prima dată sub titlul „Masá Nemirov” („Profeția din Nemirov”) în ziarul ebraic „Hazman” (Timpul) al lui Ben Tzion Katz la Sankt Petersburg. I s-a schimbat titlul și câteva versuri au fost eliminate pentru a putea ca publicarea să fie permisă de cenzorul evreu creștinat Landau. La început Bialik a fost consternat de aceste modificări, dar în cele din urmă le-a acceptat, pentru ca poezia să apară. Ea a fost tradusă în rusă de Zeev Jabotinski, și în acest fel a ajuns la cunoștința întregului public evreiesc necunoscător de ebraică.   
Pogromul din Chișinău a marcat o cotitură în opinia publică evreiască. În urma lui a avut loc o nouă amplificare a valurilor de emigrație a evreilor din răsăritul Europei spre America, de asemenea o creștere a emigrației spre Palestina (Eretz Israel). În S.U.A. a crescut motivația comunităților evreiești locale, o parte bună asimilate, apropiate de curentele reformat și conservativ, de a veni în ajutorul evreilor din Imperiul Rus și al emigrației acestora, în ciuda diferențelor de rit religios și culturale.   
În urma pogromului de la Chișinău, dr. Theodor Herzl, întemeietorul și conducătorul Organizației sioniste, s-a convins de nevoia urgentă de a găsi un teritoriu destinat constituirii unui stat evreiesc, la nevoie chiar și în afara Palestinei, ca de exemplu, după cum suna o propunere britanică, în estul Africii – într-o regiune aflată azi pe teritoriul Ugandei și Kenyei, ceea ce s-a numit „proiectul Uganda”, pe care el l-a prezentat spre votare la al șaselea Congres sionist. Împotrivirea la abandonarea, chiar și temporară, a planului de întoarcere în Palestina, a venit, însă, tocmai din partea reprezentanților evreilor din Imperiul Rus. 
La 19 octombrie 1905 a izbucnit un nou pogrom la Chișinău. De aceasta data circa 200 de evrei se organizaseră într-un grup de autoapărare, dar numai jumătate din ei posedau pistoale. În acest pogrom au căzut uciși 19 evrei, 56 de evrei au fost răniți, dar au pierit și câțiva dintre pogromiști.

## Pogromul de la Chișinău în literatură

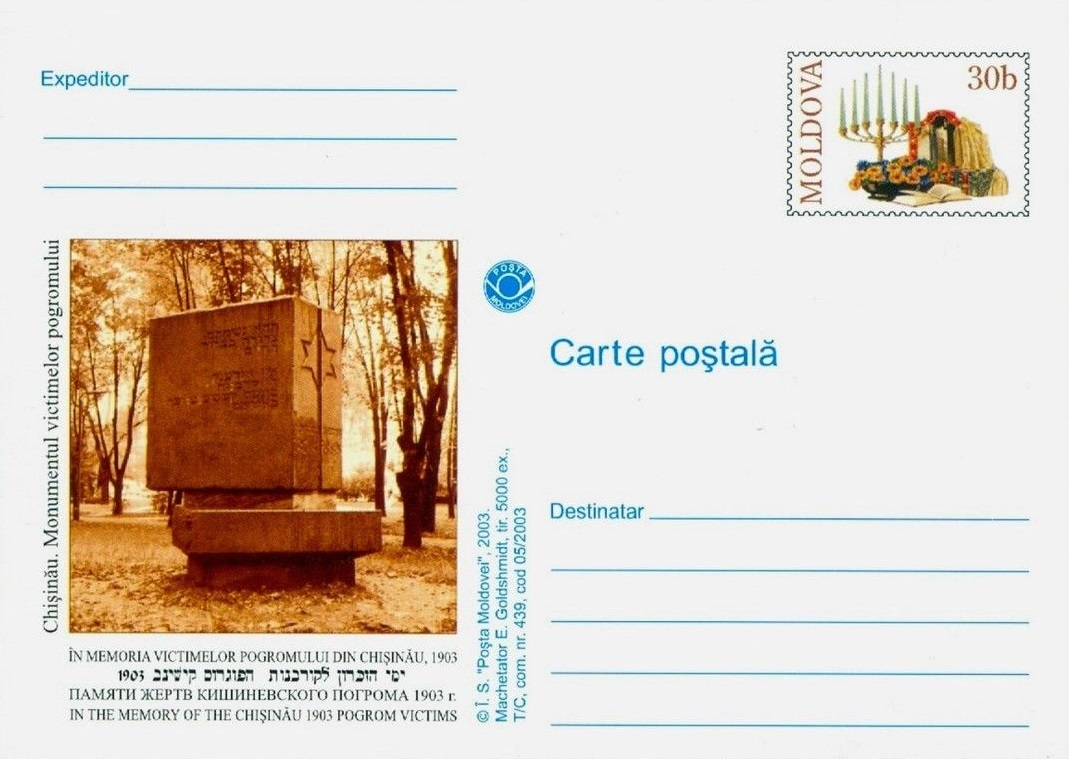
Carte poștală moldovenească din 2003 cu referire la un memorial din Chișinău ridicat în memoria evenimentului.

- Moișe Sluțchi, În zile de jale. Pogromul de la Chișinău din 1903, Chișinău 1930;
- Vladimir Korolenko «Casa nr. 13» (povestire);
- Haim Nahman Bialik «În orașul măcelului» (poem);
- Aleksandar Hemon «Proiectul Lazarus» (roman);
- Vasile Ernu Izgoniții (roman);
- Shelly Sanders, Rachel's Secret (roman);
- Alexandru Bordian, Casa Inglezi (roman).